# Aurivilliola timorensis
Aurivilliola timorensis is een hooiwagen uit de familie Sclerosomatidae. De wetenschappelijke naam van Aurivilliola timorensis gaat terug op Schenkel.